# Rio de San Barnaba

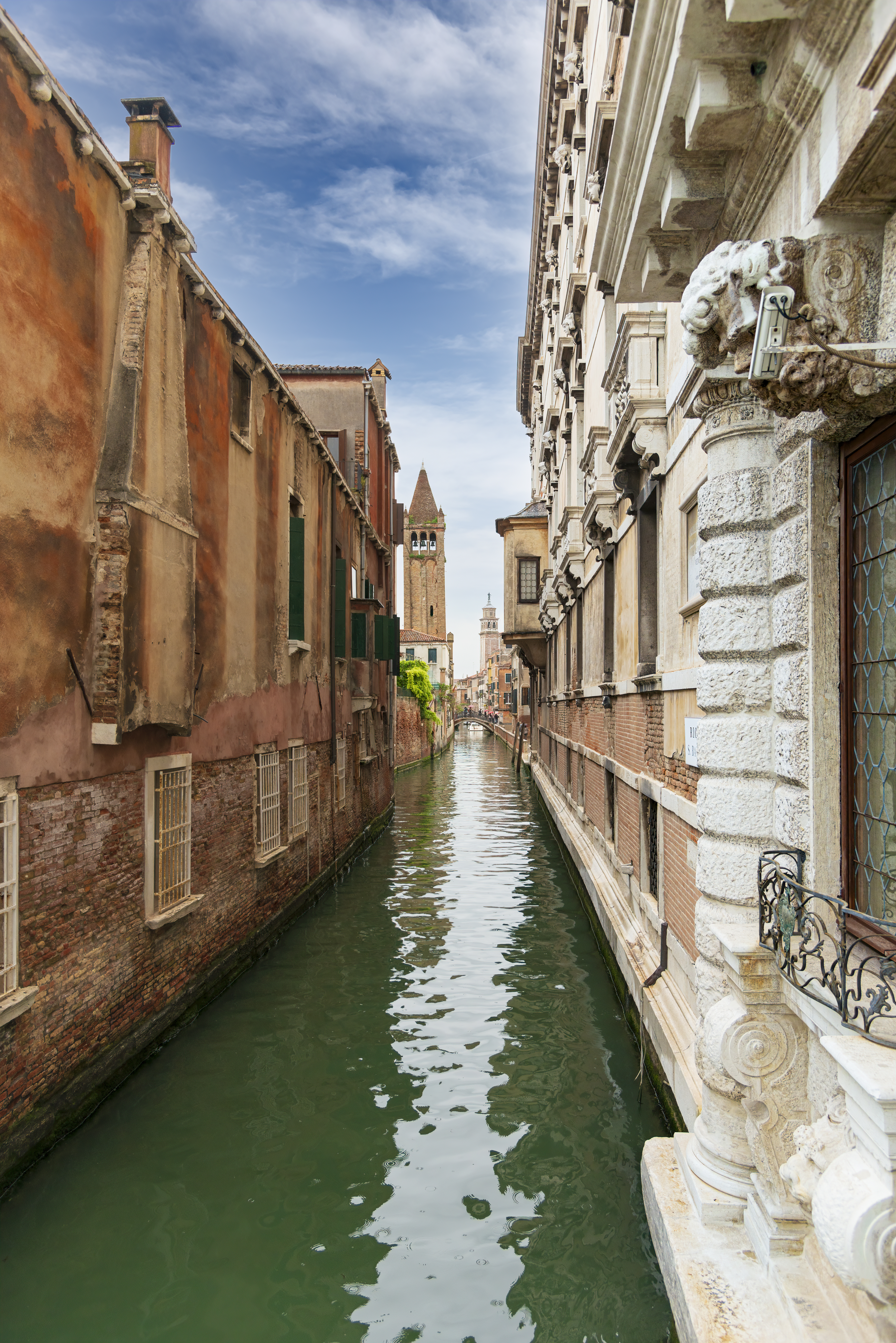
Le rio vu du pont de Ca'Rezzonico

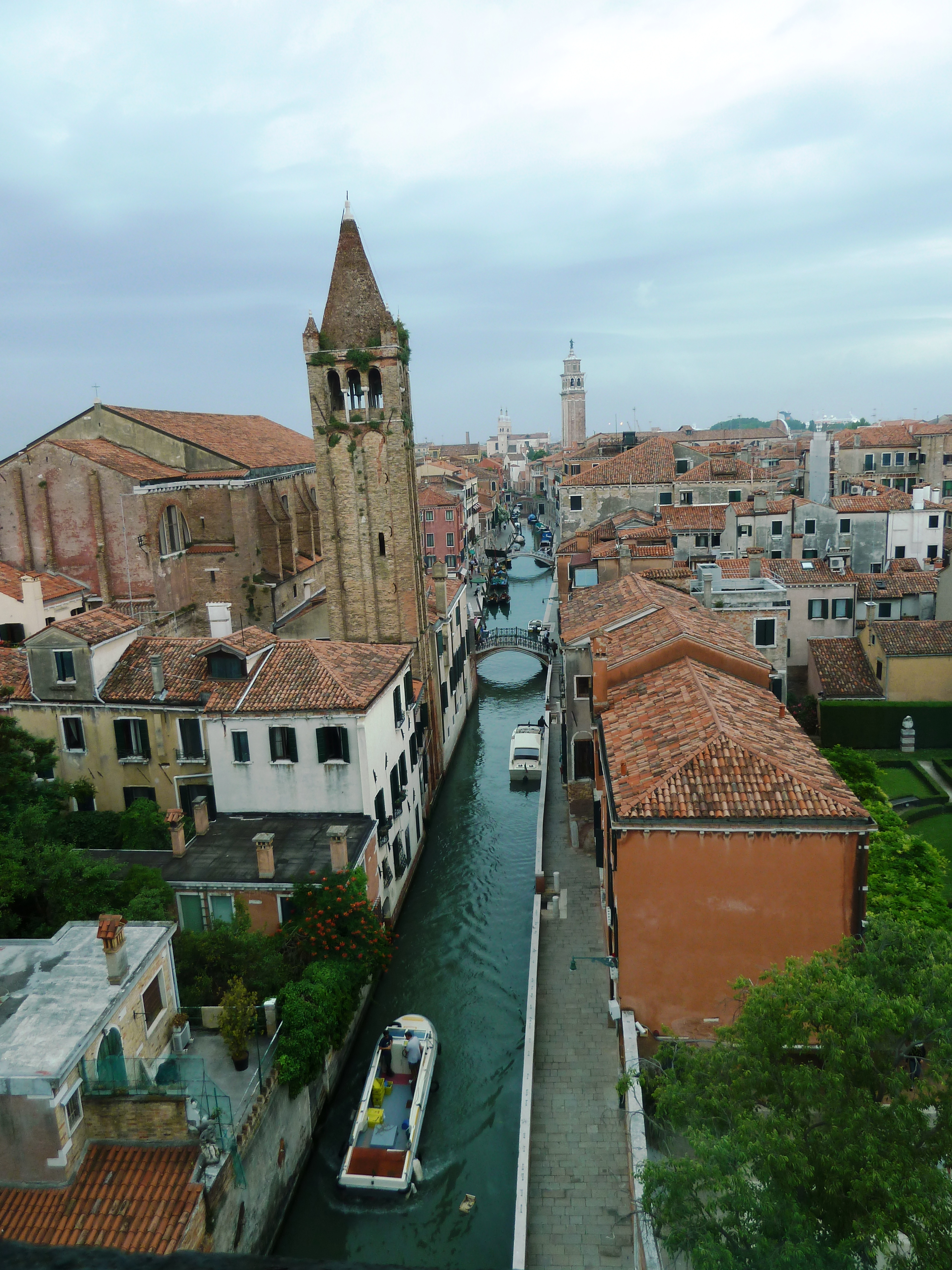
Le rio vu du Ca'Rezzonico

Le rio di (ou de ) San Barnaba (canal de Saint-Barnabé) est un canal de Venise dans le Dorsoduro (Sestiere de Venise).

## Description
Le rio di San Barnaba a une longueur d'environ 420 mètres. Il relie le rio dell'Avogaria en sens est avec le Grand Canal.

## Origine

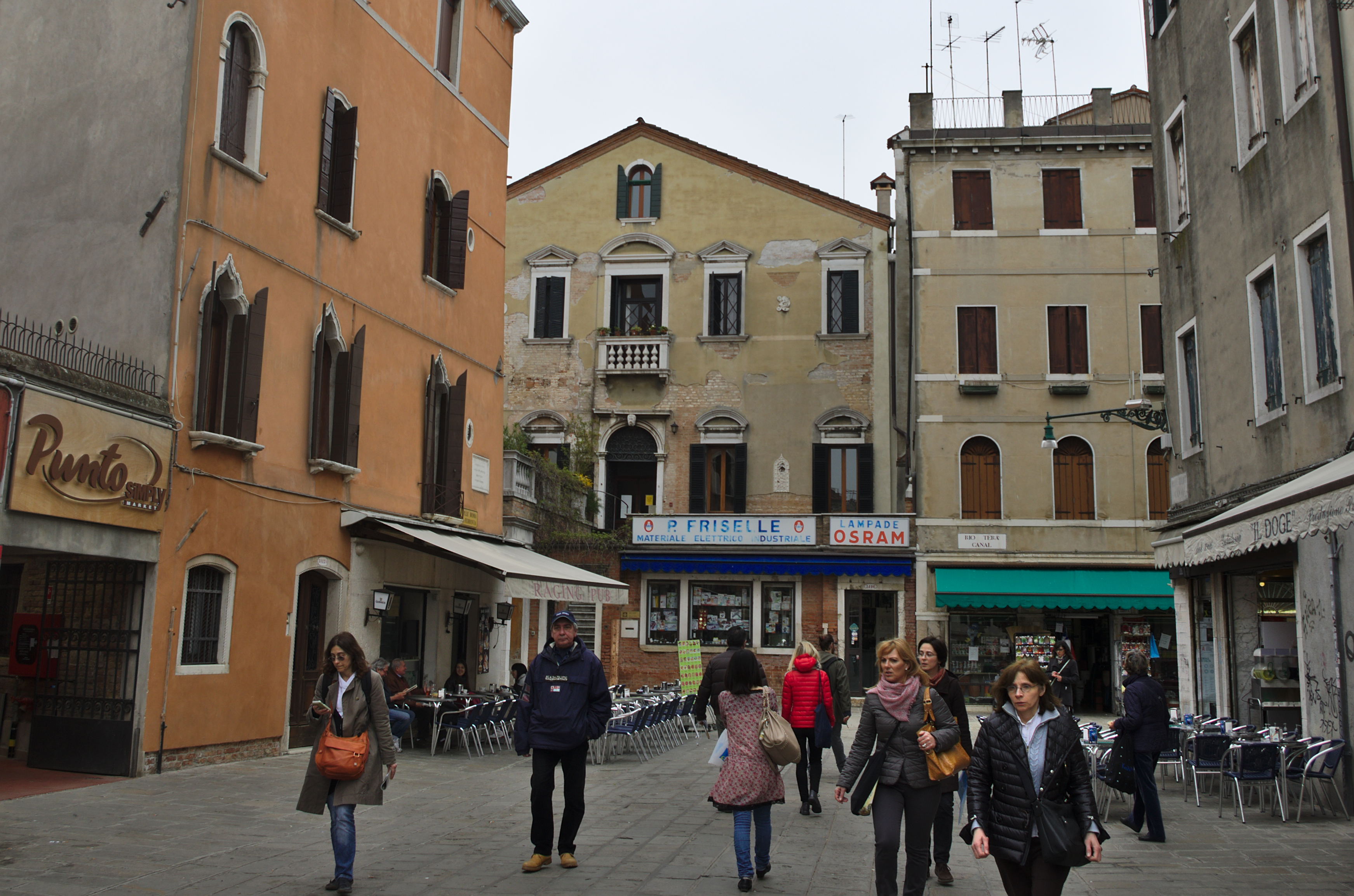
Le rio terà Canal

Le nom provient de l'église San Barnaba, proche.

### Rio de Ca' Canal
Jadis, un canal existait qui partait vers le nord au ponte dei Pugni, contournait en fer de cheval un îlot au sud du campo S. Margherita et revenait au rio de San Barnaba près du ponte de la Pazienze. Son enfouissement en 1862 donna lieu à la création du rio terà Canal à l'est et du rio terà de la Scoazzera (à cause d'un dépôt d'immondices) à l'ouest ainsi qu'à l'élargissement côté sud du campo S. Margherita. Le rio de Ca' Canal était bordé par deux quais : le fondamenta Soranzo au bords intérieurs nord et est du fer-à-cheval et le fondamenta Canal au bord extérieur est. Trois ponts traversaient le canal : le ponte del Forner au sud du campo S. Margherita, le ponte Canal et le ponte de Ca' Canal près du palazzo Canal, qui appartenait à la famille éponyme.

## Situation

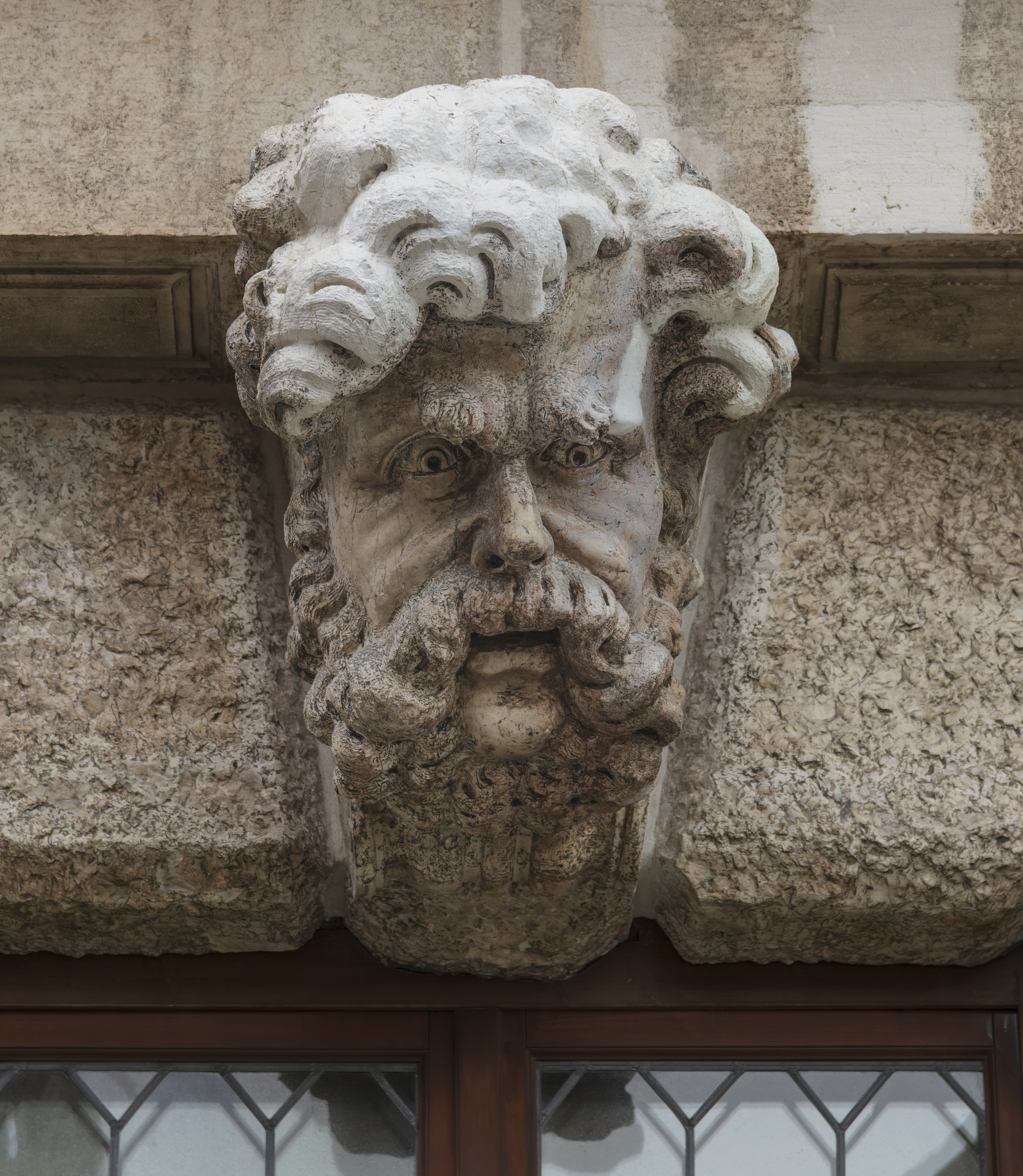
Mascaron à l'embouchure du rio sur la Ca' Rezzonico

- Ce rio débouche sur le Grand Canal entre le palais palais Contarini Michiel et Ca' Rezzonico ;
- Il passe par l'église San Barnaba, l' institut supérieur d'Art appliqué et à l'arrière de l'église Santa Maria del Carmini ;

## Ponts
Ce rio est traversé par divers ponts, d'est en ouest:
- Un pont privé dit de "Ca'Rezonico" ;
- le Ponte de San Barnaba entre le Campo du même nom et la Calle de le Boteghe ;
- le typique ponte dei Pugni entre Rio Terà Canal  et Fondamenta Gherardini . Le nom pugni vient du fait que des bandes rivales (les Nicolotti et les Castellani) venaient ici s'affronter à coups de poing, se faisant tomber dans le canal ;
- le Ponte de le Pazienze entre Calle Sporca de le Pazienze et la ruelle vers les Carmini. Les pazienze renverraient vers des chlamydes fabriqués à l'hospice des Carmini.

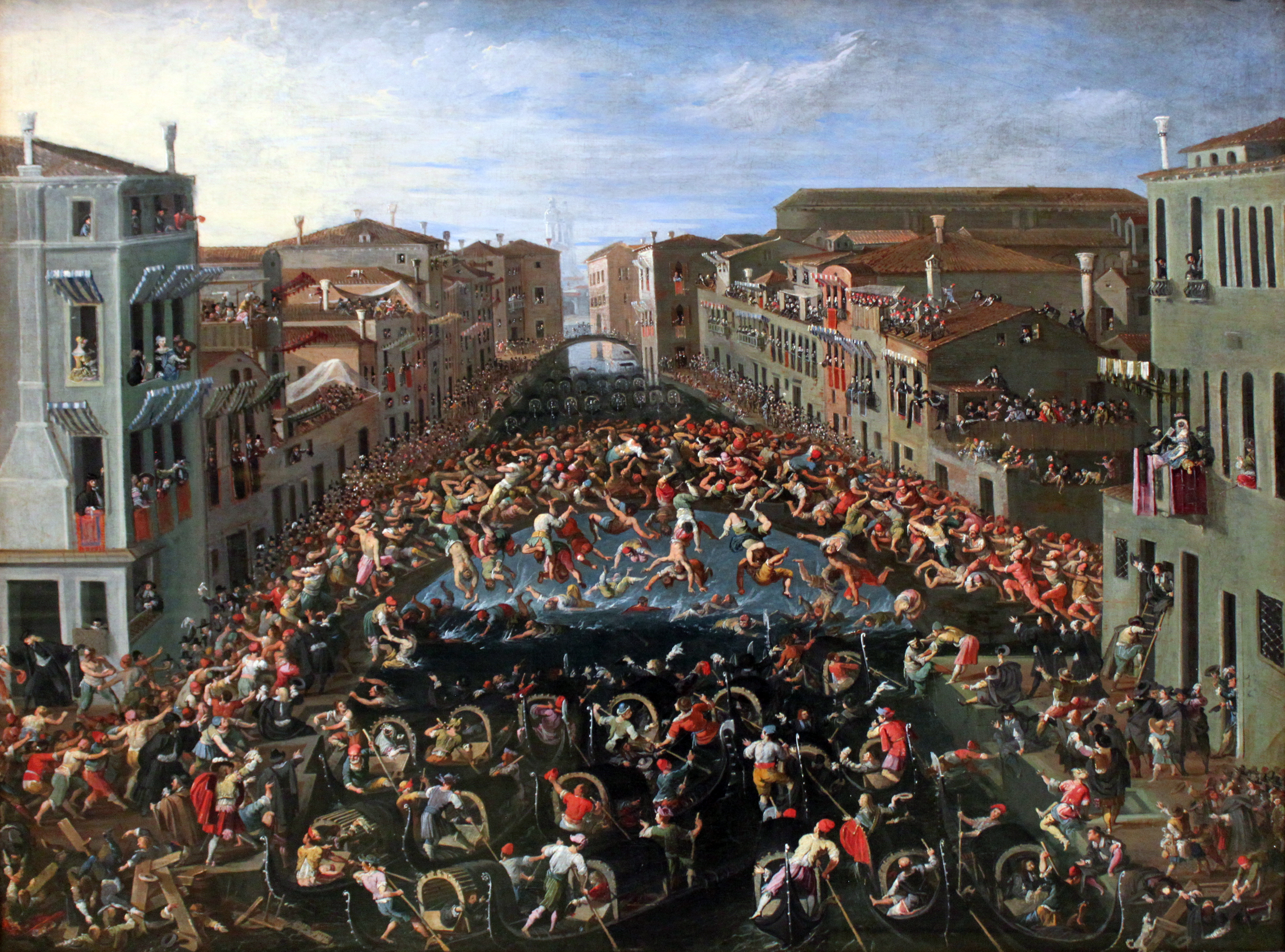
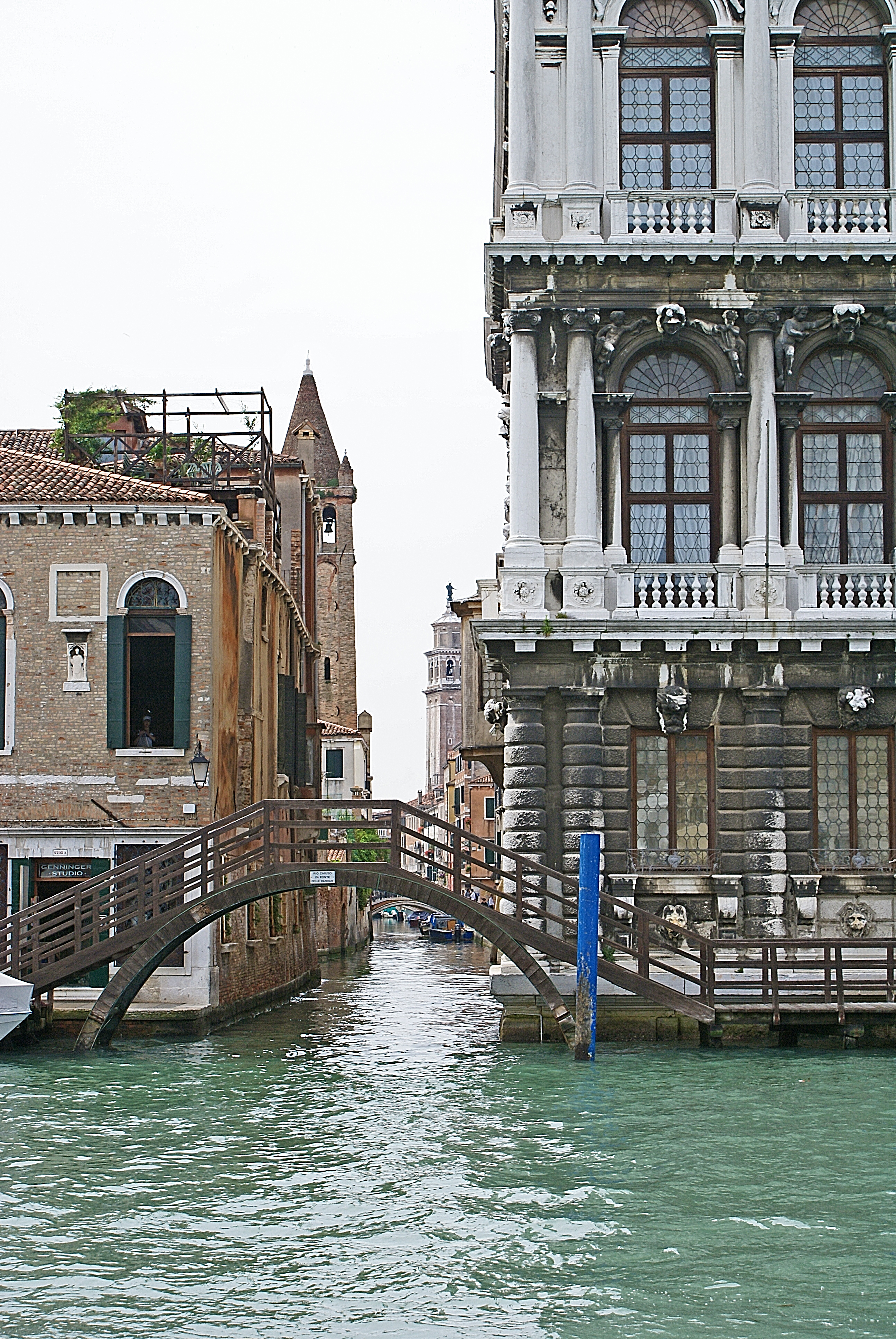
Ouverture dans le Grand Canal
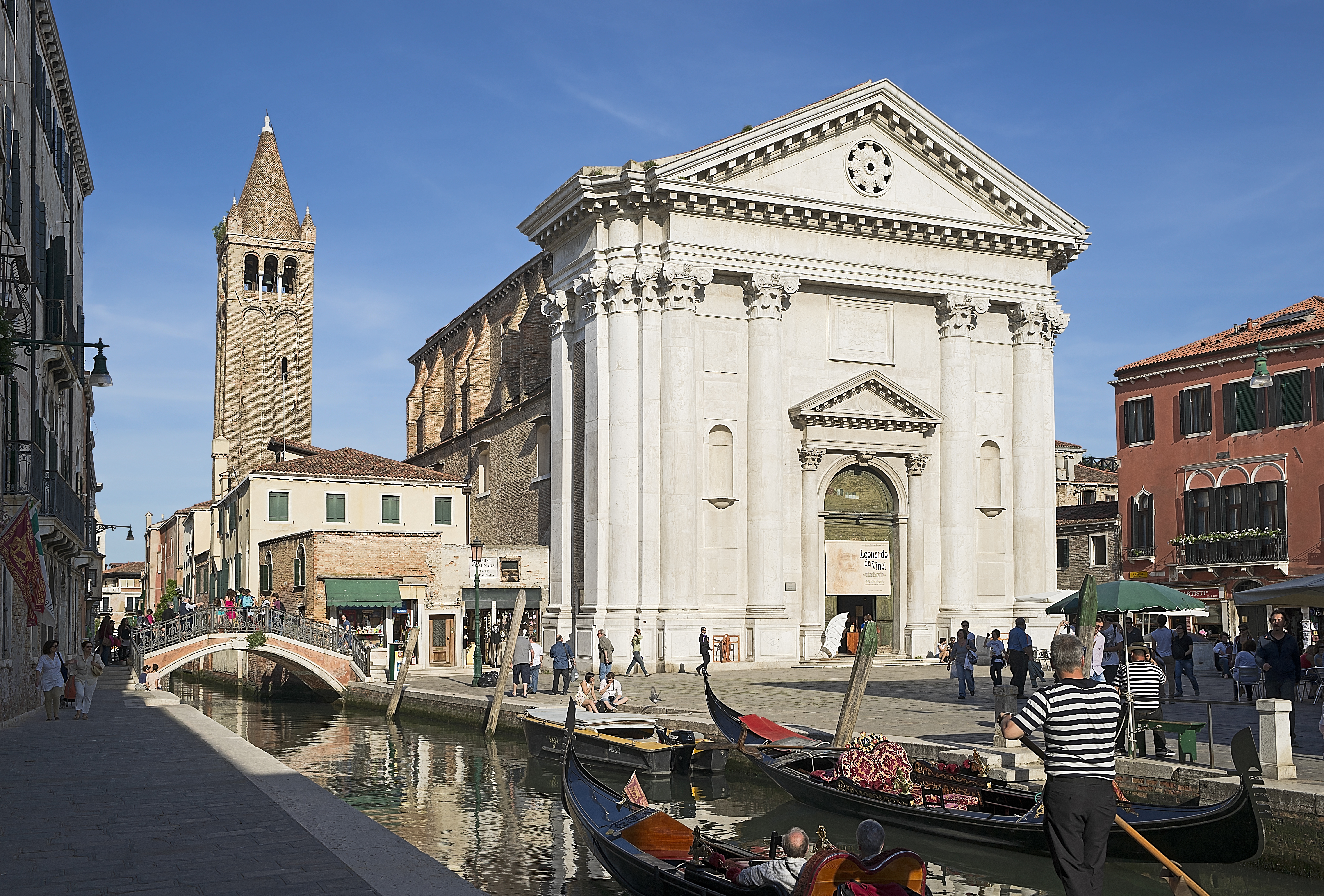
Le Rio San Barnaba et le pont éponyme
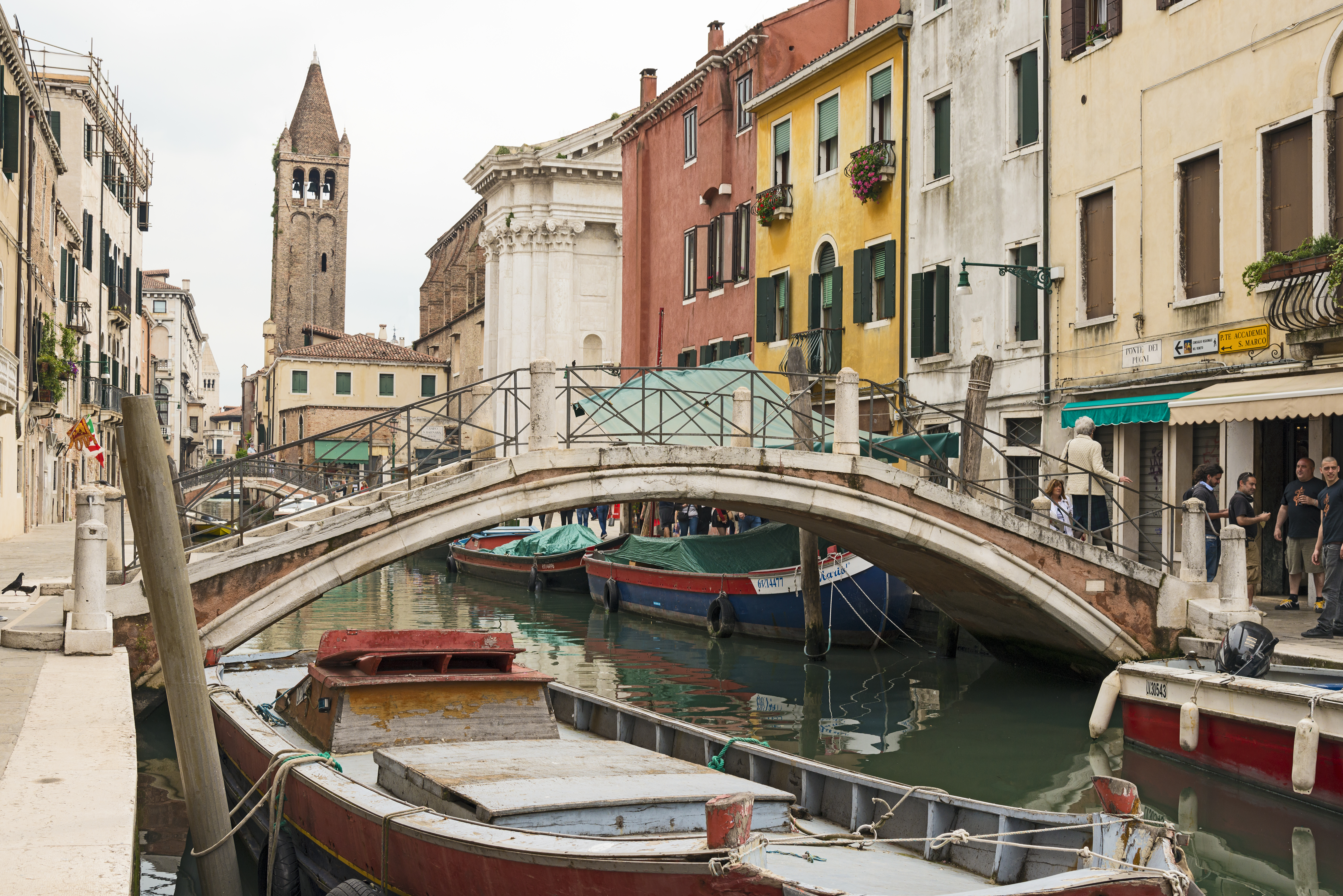
le Ponte dei Pugni
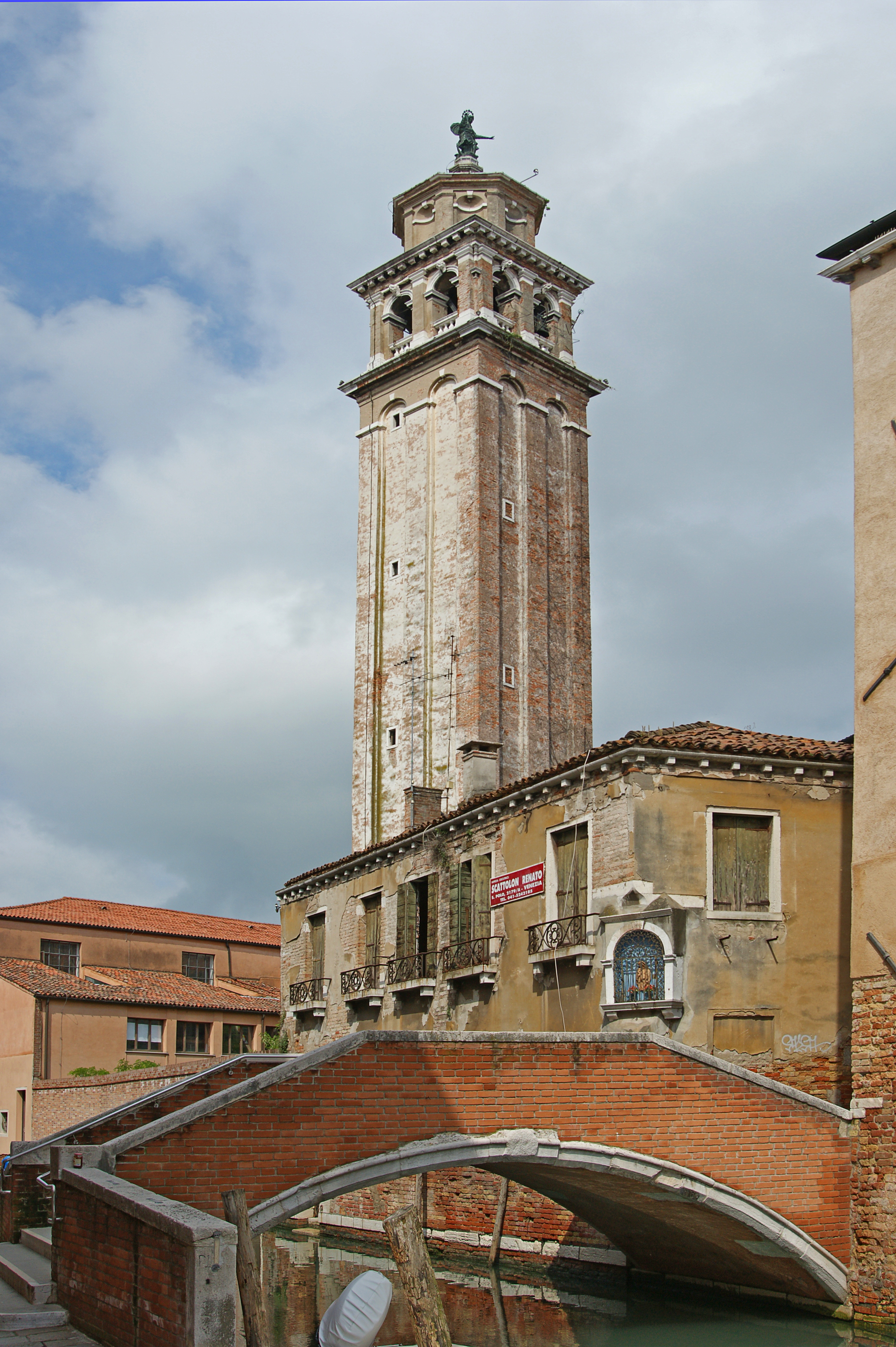
le Ponte de le Pazienze
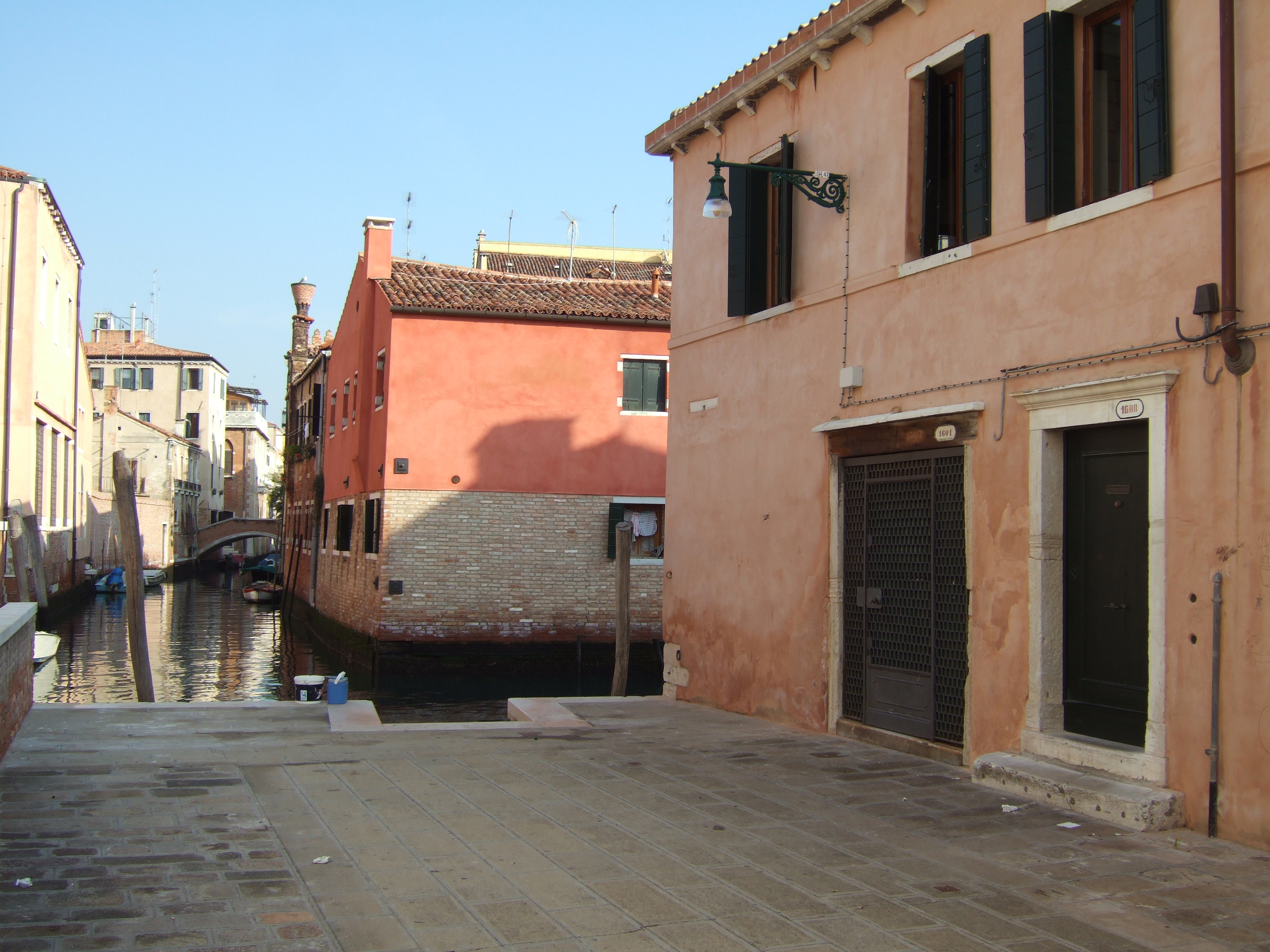
Le rio, vue du Corte Zappa, a droit le Rio de l'Avogaria  et derrière, le Ponte de le Pazienze